# Nonyma allardi
Nonyma allardi là một loài bọ cánh cứng trong họ Cerambycidae.